# Onverharde weg

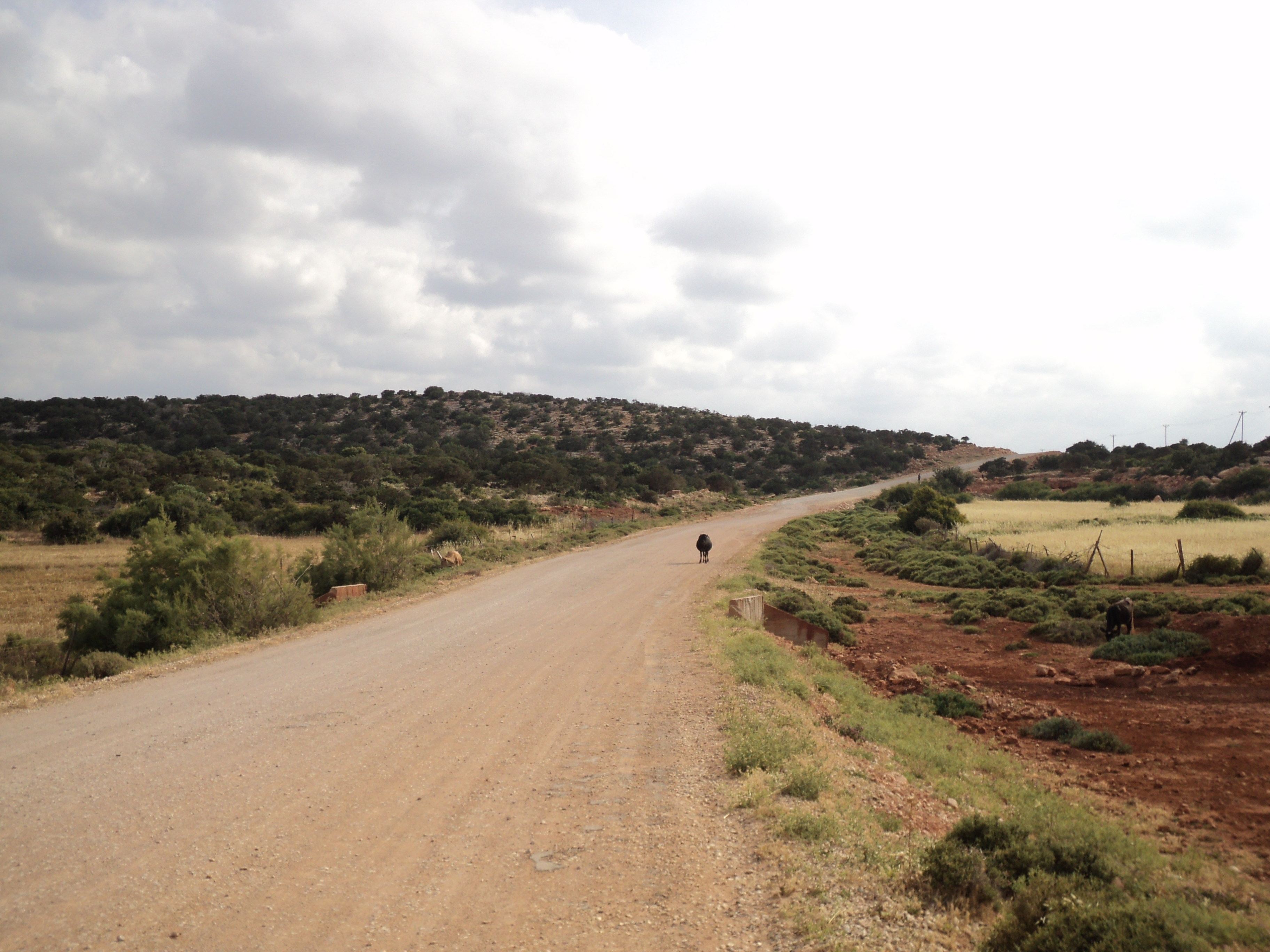
Een onverharde weg in het gebergte al-Djabal al-Achdar in Libië.

Een onverharde weg is een weg zonder wegverharding. 
Onverharde wegen worden vaak gemaakt van materiaal van het land waar deze doorheen lopen. Zo zijn er bijvoorbeeld grindwegen in rotsachtig gebied, kleiwegen in kleigebieden, holle wegen in (bijvoorbeeld) lössgebieden, ijswegen of winterwegen in winterse gebieden (bijvoorbeeld over bevroren rivierbeddingen en op de permafrost) en zandwegen in zandgebieden. 
Door het ontbreken van verharding is de begaanbaarheid sterk afhankelijk van het weer. Aanhoudend regenweer kan een onverharde weg in een modderbaan veranderen, waarin de wielen van voertuigen blijven steken. Holle wegen, droge rivierbeddingen en wadi's kunnen zelfs vollopen waardoor reizigers kunnen verdrinken. Droogteperioden leiden ertoe dat de wegen stoffig worden waardoor zicht en ademhaling bemoeilijkt worden. In vorstperioden bevriest water dat op de weg blijft staan, zodat de weg in een ijsbaan verandert. Bovendien bevinden zich in holle wegen oneffenheden waardoor schoeisel sneller slijt en wielen en assen van voertuigen beschadigd kunnen raken. Voertuigen moeten daarom over het algemeen op een onverharde weg hun snelheid sterker matigen. Doordat de afwatering slechter is dan bij verharde wegen blijft water op de weg staan en vormt het plassen, en bij droogte in samenhang met wind of een auto geeft het enorm veel stof, hetgeen een bedreiging kan zijn voor de volksgezondheid van mensen die aan de weg wonen.
Wegen die zijn gemaakt van een soort funderingslaag (grind (grindwegen), lateriet, macadam, toeslagmateriaal en dergelijke) worden afwisselend beschouwd als onverharde, half-verharde of verharde wegen. Dat hangt onder andere af van het terrein waar ze doorheen voeren. Zo worden de grindwegen in de rotsachtige gebieden van IJsland beschouwd als onverhard, maar werden de grindwegen die in de 19e eeuw in Nederland werden aangelegd als 'wegverharding' gezien. 
Onverharde wegen komen vooral voor in plattelandsgebieden, maar in ontwikkelingslanden komen ze ook veel voor in steden, waar ze soms zelfs de belangrijkste wegen vormen en zeer breed kunnen zijn. 
Onverharde wegen zijn soms geschikt voor voertuigen, maar niet altijd en niet voor alle soorten. Een smalle onverharde weg wordt een pad genoemd. 
In de meeste landen moet verkeer op een onverharde weg voorrang verlenen aan dat op een verharde weg. Bij een kruising van onverharde wegen onderling gelden de normale verkeersregels.

## Piste
Omdat onverharde wegen in tegenstelling tot verharde wegen en sommige grindwegen vaak niet los worden gemaakt met graders om de regenwaterafvoer te bevorderen, vaak geen afvoergoten hebben en in laaggelegen gebieden meestal niet op een verhoogde fundering liggen, zijn ze vatbaar voor waterverzadiging en erosie. Na zware regenval kunnen onverharde wegen soms zelfs voor terreinauto's, auto's met vierwielaandrijving of vrachtwagens ontoegankelijk worden. Om die reden worden ze in landen als Australië en Nieuw-Zeeland ook wel "droogweerwegen" (dry-weather roads) genoemd. 
Een bijzondere soort onverharde weg is een piste. Een piste is meer een brede strook in een gebied, dan een aanwijsbare weg. Denk hierbij aan een route door een woestijn met veel stuifzand. In Nederland is een voorbeeld van een piste het Balloërveld dat in het verleden dienstdeed als piste voor koetsen op de route Coevorden - Groningen. Van boven zijn ook nu nog de sporen van de koetsen in het landschap zichtbaar. Skipisten zijn pisten voor skiërs; brede geprepareerde stroken sneeuw zonder obstakels waar de skiër vanaf kan skiën.